# Rio Finteuşu Mic
O Rio Finteuşu Mic é um rio da Romênia, afluente do Bârsău, localizado no distrito de Maramureş.